# Herea
|  | Per a altres significats, vegeu «Herea (festival)». |

Herea (grec antic: Ἡραία; en llatí: Heraea) fou una ciutat d'Arcàdia, la més important del curs del riu Alfeu. El seu territori es deia Hereàtida, situat prop de la frontera amb l'Èlida, amb la qual limitava pel riu Erimant, i era format per vuit petites viles, totes a la riba de l'Alfeu o dels afluents Ladó i Erimant, unificades pel rei espartà Cleombrot o Cleònim. La unitat municipal d'Iraia pren el nom de l'antiga ciutat.
La llegenda atribueix la fundació d'Herea a Hereos, fill de Licàon, i el seu primer nom hauria estat Sologorgos. A un període molt antic (cap a l'any 580 aC) la ciutat va concertar un tractat de defensa mútua per cent anys amb Elis, i el tractat, gravat en una tauleta de bronze en dialecte peloponnesi antic, és avui al Museu Britànic. Amb aquest tractat Elis va poder consolidar la seva supremacia sobre els veïns districtes de Pisàtida i Trifília. Per altra banda, l'aliança d'Herea amb Esparta va provocar l'hostilitat de la resta de ciutats d'Arcàdia, que van assolar el territori d'Herea el 370 aC.
Després la ciutat fou membre de la Lliga Aquea, i es va enfrontar amb Elis que era una de les principals ciutats de la Lliga Etòlia. Va caure en mans de Felip V de Macedònia (que el 219 aC va reconstruir el pont prop de la ciutat que creuava l'Alfeu) però finalment fou retornada a la Lliga Aquea. Pausànies l'esmenta com una ciutat mitjana amb temples (dos d'ells dedicats a Dionís, un a Pan, i un a Hera, aquest darrer en ruïnes), banys, plantacions i molts arbres a la vora de l'Alfeu. Posteriorment va romandre despoblada i és esmentada com a deserta en temps d'Estrabó.
Les seves ruïnes es troben prop de la desembocadura del riu Ladó, a la vila d'Aiánni ('Sant Joan'). A la zona es cultiven les vinyes de raïm negre i els cultius van eliminar bona part de les ruïnes. El vi d'Herea ja era conegut a l'antiguitat i se li atribuïa contribuir a la fertilitat de les dones. La ciutat era al camí que portava d'Olímpia cap d'Arcàdia; també arribava a la ciutat un camí del nord d'Arcàdia, i altres venien de Megalòpolis, Messene i Figàlia. Un pont creuava l'Alfeu prop de la ciutat.